# Liste der Monuments historiques in Courceroy
Die Liste der Monuments historiques in Courceroy führt die Monuments historiques in der französischen Gemeinde Courceroy auf.

## Liste der Objekte
| Bezeichnung | Beschreibung                                   | Standort                                | Kennzeichnung | Schutzstatus | Datum | Bild |
| ----------- | ---------------------------------------------- | --------------------------------------- | ------------- | ------------ | ----- | ---- |
| Sessel      | Holz, Stoff, erste Hälfte des 18. Jahrhunderts | in der Kirche Sts-Pierre-et-Paul (Lage) | PM10000614    | Classé       | 1977  |      |